# Rożniatówka
Rożniatówka (ukr. Рожнятівка) – wieś na Ukrainie, w obwodzie winnickim, w rejonie tomaszpolskim.
W czasach Rzeczypospolitej wieś leżała w województwie bracławskim. Odpadła od Polski w wyniku II rozbioru.

## Urodzeni w Rożniatówce
- Jerzy Jełowicki – polski ziemianin, agronom, artysta malarz, podporucznik kawalerii Wojska Polskiego, kawaler Orderu Virtuti Militari[1].